# Anthophilolygus
Anthophilolygus is een geslacht van wantsen uit de familie van de Miridae (Blindwantsen). Het geslacht werd voor het eerst wetenschappelijk beschreven door Yasunaga in Schwartz & Chérot.

## Soorten
Het genus bevat de volgende soorten:

- Anthophilolygus alaneylesi Yasunaga, Schwartz & Chérot, 2018
- Anthophilolygus bakeri (Poppius, 1915) Yasunaga, Schwartz & Chérot, 2018